# Dečja vas pri Zagradcu
Dečja vas pri Zagradcu este o localitate din comuna Ivančna Gorica, Slovenia, cu o populație de 93 de locuitori.